# Little Lady
Little Lady è il secondo singolo della cantante disco scozzese Aneka, pubblicato nell'ottobre del 1981 dall'etichetta discografica Hansa, dopo il successo europeo del singolo Japanese Boy.
La canzone, scritta da Bobbie Heatlie e prodotta dallo stesso insieme a Neil Ross, è stata estratta come singolo dall'album Japanese Boy ma non ha ottenuto il successo del precedente singolo, entrando comunque in classifica in diversi stati.

## Tracce
7" Single Hansa 103 705 [de]
12" Maxi Hansa 600 467
1. Little Lady - 3:37
2. Chasing Dreams - 3.06

## Classifiche
| Classifica (1981) | Posizione raggiunta |
| ----------------- | ------------------- |
| Austria           | 7                   |
| Svezia            | 14                  |
| Paesi Bassi       | 18                  |
| Regno Unito       | 50                  |